# Прая-Гранді
Прая-Гранді (порт. Praia Grande) — місто і муніципалітет у бразильському штаті Сан-Паулу, частина агломерації Байшада-Сантіста. Його населення становить 275 тис. осіб (2008 рік, IBGE), муніципалітет займає площу 149 км². Місто одним з найпопулярніших пляжних курортів Бразилії, в окремі дні число туристів тут перевищує 1 млн.
| Бразилія | Це незавершена стаття з географії Бразилії. Ви можете допомогти проєкту, виправивши або дописавши її. |